# Run Day Burst
Run Day Burst (ラン·デイ·バースト, Run Day Burst) est un manga écrit et dessiné par Yuko Osada. Il a été prépublié dans le magazine Shōnen Gangan puis Gangan Online de l'éditeur Square Enix entre octobre 2008 et novembre 2011, et a été compilé en un total de huit tomes au 21 janvier 2012. La version française est éditée par Ki-oon depuis mai 2011, et les huit tomes sont disponibles depuis le 30 août 2012.

## Synopsis
Barrel F. Wrench , exerce le métier de mécanicien tout terrain de son village alors que celui-ci n'est pas plus haut que trois pommes. Son quotidien va basculer le jour ou un pilote nommé Trigger F. Throttle vient se crasher dans sa maison. Celui-ci n'ayant plus de voiture, veut embarquer la voiture de Barrel, qui est en fait un tracteur modifié avec un surcompresseur et un moteur d'avion. Trigger laisse alors deux choix à Barrel : " rester dans ce bourg tout pourri" ou bien "ou viens faire la course avec moi" . La course en question est la "Run Day Burst" ( ou bien RDB), une course transe-continentale avec une seule règle : " chaussez vos pneus". Le but sera d'arriver à la ville de Losdon peu importe l'itinéraire. En récompense, la première personne à attendre Losdon remportera "Le joyau Daligadrigo" qui a une valeur d'un milliard de Gears (la monnaie présente dans le manga). Et c'est ainsi que Barrel participera à la course, mais sans savoir que son tracteur est en réalité, un moyen de stopper le dangereux projet "Atlas" qui prévoit de faire disparaitre Losdon.

## Manga

### Fiche technique
- Édition japonaise : Square Enix
  - Nombre de volumes sortis : 8 (terminé)
  - Date de première publication : août 2009
  - Prépublication : Shōnen Gangan puis Gangan Online
- Édition française : Ki-oon
  - Nombre de volumes sortis : 8 (terminé)
  - Date de première publication : mai 2011
  - Format : 115 mm x 175 mm
  - 196 pages par volume

### Liste des volumes et chapitres
| no                                                                                           | Japonais        | Japonais      | Français          | Français          |
| no                                                                                           | Date de sortie  | ISBN          | Date de sortie    | ISBN              |
| -------------------------------------------------------------------------------------------- | --------------- | ------------- | ----------------- | ----------------- |
| 1                                                                                            | 22 août 2009    | 9784757526532 | 12 mai 2011       | 978-2-35592-265-7 |
| Liste des chapitres : - #1 Start! - #2 Stop... - #3 No money... - #4 Atlas                   |                 |               |                   |                   |
| 2                                                                                            | 22 août 2009    | 9784757526549 | 30 juin 2011      | 978-2-35592-285-5 |
| Liste des chapitres : - #5 Friend? - #6 Business - #7 Betrayal - #8 Colt - #9 Life           |                 |               |                   |                   |
| 3                                                                                            | 22 janvier 2010 | 9784757527850 | 22 septembre 2011 | 978-2-35592-310-4 |
| Liste des chapitres : - #10 Galaxy - #11 Sister - #12 Trap - #13 Climb - #14 Lie             |                 |               |                   |                   |
| 4                                                                                            | 22 mai 2010     | 9784757528734 | 10 novembre 2011  | 978-2-35592-329-6 |
| Liste des chapitres : - #15 Help! - #16 Home - #17 Dice - #18 Father - #19 Want              |                 |               |                   |                   |
| 5                                                                                            | 22 octobre 2010 | 9784757530218 | 12 janvier 2012   | 978-2-35592-345-6 |
| Liste des chapitres : - #20 Parting... - #21 Blood - #22 Wedding - #23 Regain - #24 Clear    |                 |               |                   |                   |
| 6                                                                                            | 22 mars 2011    | 9784757531666 | 22 mars 2012      | 978-2-35592-371-5 |
| Liste des chapitres : - #25 Rival - #26 Rule - #27 Bullet 1 - #28 Bullet 2 - #29 Bullet 3    |                 |               |                   |                   |
| 7                                                                                            | 22 août 2011    | 9784757533240 | 24 mai 2012       | 978-2-35592-398-2 |
| Liste des chapitres : - #30 Chase - #31 Dack - #32 Daddy - #33 Fool - #34 Hero               |                 |               |                   |                   |
| 8                                                                                            | 21 janvier 2012 | 9784757534742 | 30 août 2012      | 978-2-35592-429-3 |
| Liste des chapitres : - #35 Go! - #36 Losdon - #37 Master Mind - #38 Losdon Tower - #39 Goal |                 |               |                   |                   |